# Тетри Цгаро
Тетри Цгаро (груз. თეთრიწყარო) је град у Грузији у регији Доњи Картли. Према процени из 2009. у граду је живело 3.800 становника.

## Становништво
Према процени, у граду је 2014. живело 3.093 становника.
| 1989. | 2002. |
| ----- | ----- |
| 8.692 | 4.007 |